# 嵩椿
嵩椿（1724年—1795年），愛新覺羅氏，滿洲鑲藍旗人，清朝宗室、大臣、將領。
襲爵奉恩輔國公，歷任領侍衛內大臣、西安將軍、江寧將軍、綏遠城將軍等重職，官至「盛京將軍、總管內務府大臣、內大臣」，過世後被追諡勤僖。是追封和碩簡靖定親王費揚古的玄孫，已革貝勒尚善的曾孫，輔國公門度的孫子，奉恩輔國敏恪公裕綬的第六子。

## 生平
乾隆六年（1741年）二月七日，身為裕綬第六子的嵩椿，在其18歲時襲封了祖上傳下來奉恩輔國公的世襲爵位。
乾隆十二年（1747年）四月，乾隆皇帝授予24歲的嵩椿從二品散秩大臣的職位，讓其在侍衛處先學習各項知識，協助管理該處的各項事務。
乾隆十三年（1748年）二月，25歲的嵩椿，被任命為正二品正紅旗漢軍副都統。同年閏七月八日，被任命兼任正藍旗護軍統領。閏七月二十五日，從正紅旗漢軍副都統調為正藍旗滿洲副都統。
乾隆十四年（1749年）五月九日，26歲的嵩椿，兼任左翼前鋒統領。五月十九日，從正藍旗滿州副都統調為從一品鑲黄旗漢軍都統。
乾隆十五年（1750年）四月，27歲的嵩椿，調任鑲黄旗蒙古都統。十月九日，再兼任宗人府右宗人，輔佐宗令管理宗人府相關事務。十一月二十二日，從鑲黃旗蒙古都統調任為鑲黃旗漢軍都統。
乾隆十七年（1752年）二月十四日，乾隆皇帝下諭批評前鋒營和護軍營等皇帝禁軍的八旗官兵，在射術方面散漫，武備鬆弛，而作為前鋒統領的嵩椿，也與護軍統領清保、舒靈阿、搭拉瑪善、努三、恒祿等人，一齊被交該部察議。
乾隆十九年（1754年）十二月，31歲的嵩椿，再兼管鑾儀衛事。同年開始以鑲黃旗漢軍都統的身分署理領侍衛內大臣之職。
乾隆二十二年（1757年）正月六日，34歲的嵩椿，外放荊州將軍一職，成為清朝湖北省駐防八旗的最高軍政長官。
乾隆二十四年（1759年）六月七日，時任荊州將軍的嵩椿上奏請求讓他手下的荊州城守參將所兼管之水師營可以與綠營官兵一起演練水路攻戰之法，被朝廷允許。
乾隆二十五年（1760年）十二月二十六日，37歲的嵩椿，調任西安將軍一職，成為清朝四川省駐防八旗的最高軍政長官。駐紮在成都府，管轄當地約莫6500名八旗軍以及其眷屬和工匠等。
乾隆二十六年（1761年）七月二十日，西安將軍嵩椿上奏說到，如今大小和卓之亂等西邊戰事已經告成，因此奏請原本當地一兵養三馬的規定可以改成一兵養一馬，乾隆帝允之。十一月七日，38歲的嵩椿，在軍機大臣們上奏後，被乾隆皇帝任命為首任察哈爾都統，率領萬餘八旗軍，駐紮在張家口，負責「總理遊牧八旗事務，兼轄張家口駐防官兵」的重要職務。
乾隆二十七年（1762年）閏五月二十九日，39歲的嵩椿，被調回四川，復任西安将軍一職。
乾隆二十九年（1764年）十一月，41歲的嵩椿，與西安駐防副都統成德互劾，議嵩椿徇私保題官屬，又不将違例放債之沙爾圖，及坐扣錢糧之佐領朱林泰䆒恭等罪，革任回京。
乾隆三十年（1765年）正月，42歲的嵩椿，被任命為散秩大臣。同年十二月七日再被任命為綏遠城將軍。
乾隆三十二年（1767年）十二月，44歲的嵩椿，以不裁轎夫餉銀革任，卸下綏遠城將軍一職回京。
乾隆三十三年（1768年）九月，45歲的嵩椿，被任命為署理伊犁將軍，未到任，而後署理領侍衛內大臣。十月被任命為正紅旗蒙古都統。
乾隆三十五年（1770年）正月，47歲的嵩椿，兼任宗人府右宗人。
乾隆三十六年（1771年）六月，48歲的嵩椿，再兼任內大臣。
乾隆三十七年（1772年）十一月，49歲的嵩椿，再次被外任為江寧將軍，成為清朝江南駐防八旗的最高軍政長官。
乾隆三十八年（1773年）二月三十日，江寧將軍嵩椿上奏京口副都統一職，地沿江海，訓練稽查，最為緊要。因此若以後有要事如進京參見等事，由江寧副都統署理，乾隆帝同意。
乾隆四十六年（1781年）三月，58歲的嵩椿，第二次被調任為綏遠城將軍。
乾隆四十九年（1784年）六月二十一日，61歲的嵩椿，被調任為寧夏將軍。
乾隆五十一年（1786年）八月二十日，63歲的嵩椿，第三度被調任為綏遠城將軍。
乾隆五十三年（1788年）十月十五日，65歲的嵩椿，再度被調任為西安將軍。
乾隆五十四年（1789年）四月二十六日，66歲的嵩椿，因已飽受歷練，因此被調去盛京奉天府擔任盛京將軍。
乾隆六十年（1795年）十一月三十日，72歲的嵩椿過世，朝廷下令祭葬如例。追謚勤僖。